# یورن بورووسکی
یورن بورووسکی (آلمانی: Jörn Borowski؛ زادهٔ ۱۵ ژانویهٔ ۱۹۵۹) قایقران قایق بادبانی اهل آلمان شرقی بود.